# Bülter See
Der Bülter See oder Bültersee ist ein Hochmoorsee etwa zwei Kilometer nordöstlich von Heerstedt in der Gemeinde Beverstedt im niedersächsischen Landkreis Cuxhaven in Deutschland.
Es handelt sich um einen dystrophen See in einem Moorgebiet, welches seit 1982 als Naturschutzgebiet „Bülter See und Randmoore“ ausgewiesen ist. Der See ist vollständig von Hochmoorflächen umgeben. Er galt schon in den 1980er Jahren als einer der letzten noch ungestörten Hochmoorseen im Norden Deutschlands.

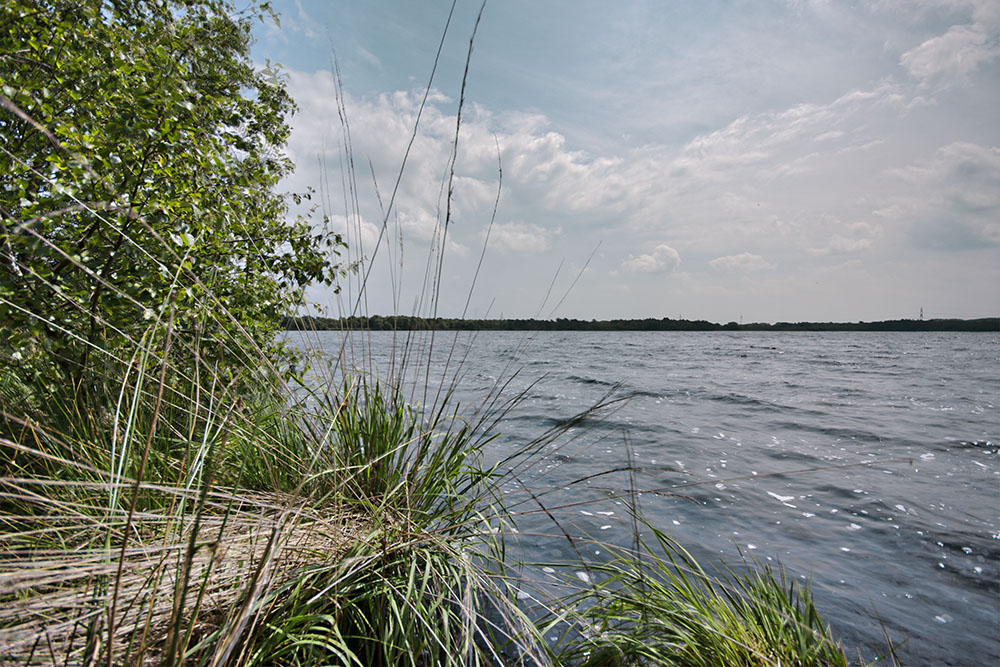
Ufer des Bülter Sees, Juni 2014
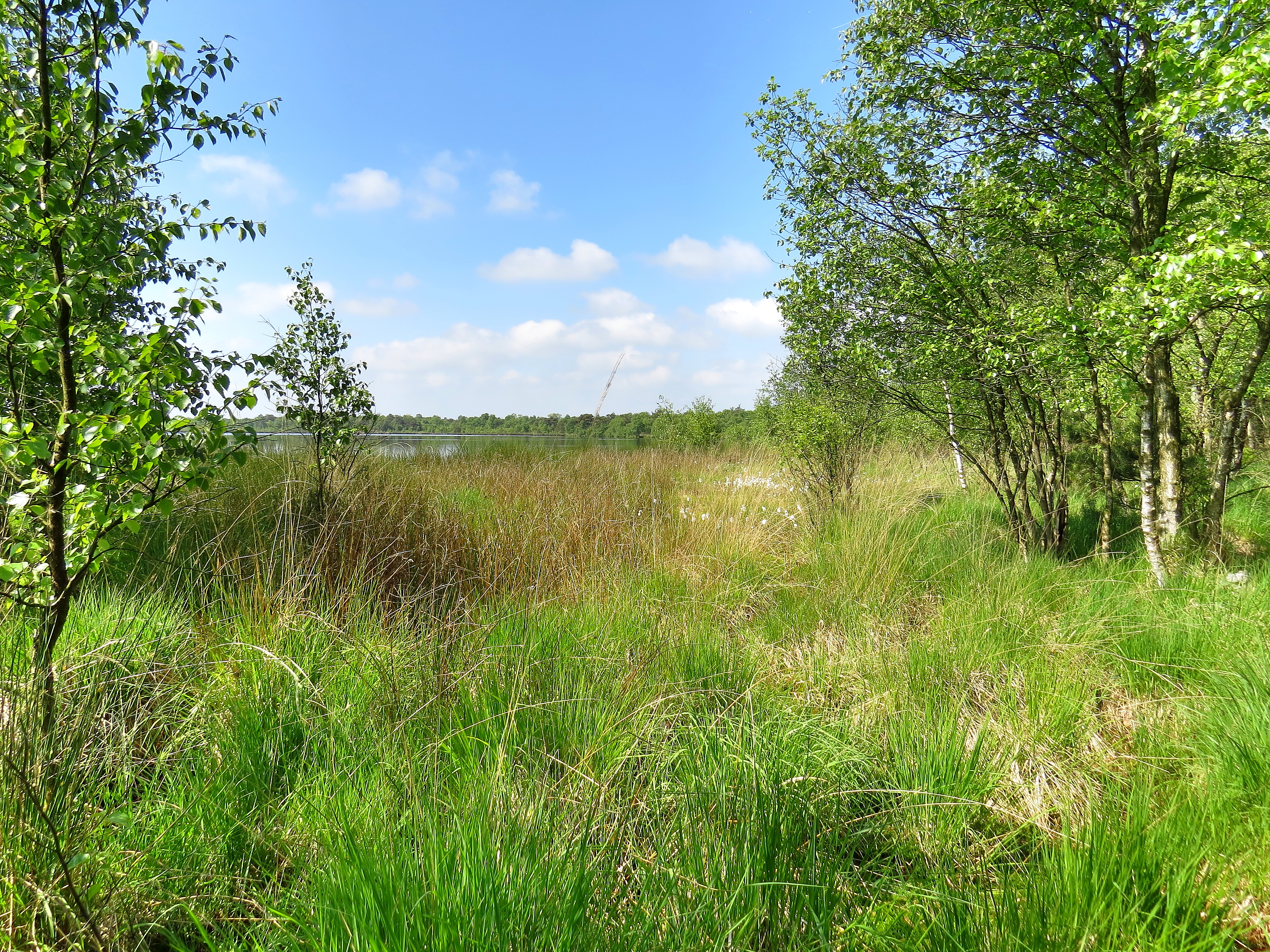
Moorlandschaft mit Nordwestufer des Sees im Hintergrund, Mai 2014